# 불꽃 (2000년 드라마)
《불꽃》은 2000년 2월 2일부터 2000년 5월 18일까지 방송되었던 SBS 수목 드라마로 삼화프로덕션에서 외주 제작하였다.

## 등장 인물

### 주요 인물
- 차인표 : 최종혁 역
- 이영애 : 박지현 역
- 이경영 : 이강욱 역
- 조민수 : 허민경 역

### 주변 인물
- 박근형 : 최창순 역
- 강부자 : 노 여사 역
- 서우림 : 서 여사 역
- 백일섭 : 지현 부 역
- 정혜선 : 지현 모 역
- 신충식 : 강욱 부 역
- 김복희 : 강욱 모 역
- 김해숙 : 민경 이모 역
- 최상훈 : 이강식 역
- 송영창 : 박지태 역
- 맹상훈 : 정 감독 역
- 양미경 : 초희 역
- 이상숙 : 강식 처 역
- 김나운 : 소유자 역
- 김정난 : 송유선 역
- 장서희 : 나현경 역
- 송선미 : 허민지 역
- 원기준 : 박한수 역
- 최정일 : 진이 역

### 그 외 인물
- 김영철
- 양은용
- 조선주
- 조권탁
- 고미영
- 김미희
- 방경림
- 박윤현
- 김주혁
- 박미영
- 이희정
- 황정미
- 권오영
- 김성훈
- 김형범
- 도기석
- 이창주
- 이동훈
- 한상진
- 김민정
- 원숙희
- 이다연
- 최혜영
- 황금희

## 참고 사항
- 예고 방송을 하면서 어린이 시간대에 남녀 주인공이 호텔방에서 키스하며 서로의 옷을 벗기고 애무하는 장면 등을 내보내어 방송위원회로부터 징계를 받았다.[1]
- 이영애는 해당 드라마 프로그램에 캐스팅되면서 KBS 1TV 대하 드라마 《태조 왕건》 캐스팅 제의를 고사했다.[2]
- '새 천년에 던지는 진정한 사랑의 메시지'라는 자체 선전에도 불구하고 봉건적 가부장제를 두둔한 동시에 뒤틀린 애정관을 보여줬다"는 지적을 사, 민언련 선정 '2000년 4월 나쁜 방송' 불명예를 안아야 했다.[3] 즉 거지 같은 쓰레기 드라마 프로그램 중 하나다.
- 이경영(극 중 이강욱 역), 조민수(극 중 허민경 역)가 극 중에서 일하는 병원은 배우 이미숙 前 남편 홍성호가 운영해 온 '홍성호 성형외과'여서 관심을 끌었다.
- 조민수가 맡았던 허민경 역은 당초 이미숙에게 캐스팅 제의가 들어왔으며 이 과정에서 전 남편 홍성호 원장의 장소 협조로 병원을 촬영 장소로 쓰기로 하였다.[4] 하지만, 이미숙이 개인 사정으로 출연을 포기하자 제작진은 다른 병원을 찾으려 하였지만 그림이 좋아서 병원을 바꾸지 않고 그대로 쓴 바 있다.[5]
- 10%의 저조한 시청률로 출발하였으나[6] 서서히 상승하였고, 최고 시청률은 2000년 5월 10일 방송에서 기록한 36.6%다.
- 주인공의 직업과 경제적 풍요 상태를 앞세워 보여준 전형적 김수현 표 SBS 수목 드라마(한국의 의사들은 환자는 돌보지 않고 뷸륜이나 저지르고 다니는 걸로 오해하기 딱 좋은 드라마 중 하나)다.